# Гекатонхейри
Гекатонхе́йри (грец. Εκατόγχειρες; від εκατόν — «сто», χειρ — «рука») — у давньогрецькій міфології  — сторукі п'ятдесятиголові велетні, уособлення хтонічних сил.

## Гекатонхейри у міфах
За Гесіодом, ці істоти були синами Урана й Геї. Уран зненавидів гекатонхейрів за їхню величезну силу і щойно кожен з них, Бріарей, Котт і Гієс, народжувалися, ув'язнював їх під землею в Тартарі. Під час війни богів на чолі із Зевсом проти титанів (титаномахії), Гея порадила визволити гекатонхейрів. Зевс задобрив велетнів їжею богів, амбросією і нектаром, після чого велетні приєдналися до нього і забезпечили перемогу.
Після війни Котт і Гієс викликалися стерегти скинутих до Тартару титанів, оселившись біля воріт туди в глибинах океану. Бріарею ж Посейдон віддав у дружини свою дочку Кімополею. Пізніше гекатонхейр Егеон прийшов на допомогу Зевсу, коли той покликав сторуких велетнів для боротьби проти гігантів.
Бріарей також відзначився в тому, що звільнив Зевса, коли за намовою Гери інші боги-олімпійці зв'язали його та стали ділити владу.

## Трактування образу
Евгемерична традиція пояснює, що воїни Котт і Бріарей жили в місті Гекатонхейрія, тому й називаються гекатонхейрами, і прийшли колись на допомогу Олімпії.
Англійський філолог Мартін Вест запропонував, що гекатонхейри — це істоти первісно водного походження, демонізовані поліпи, втілення моря та його неконтрольованої сили.